# Chengdu JF-17 Thunder
Pour les articles homonymes, voir JF, 17 et Thunder.
Le JF-17 Thunder (en urdu : تھنڈر), également nommé Chengdu FC-1 Xiaolong , (chinois simplifié : 枭龙 ; pinyin : xiāo lóng ; litt. « Dragon brave », anglais : Fierce Dragon), est un avion de combat multirôle, monoréacteur léger développé en coopération entre Chengdu Aircraft Industries Corporation (CAC) (république populaire de Chine), l'Armée de l'air pakistanaise et l'industrie aéronautique pakistanaise. Il est connu comme « Joint Fighter-17 » ou « JF-17 » au Pakistan, et comme « Fighter China-1 » ou « FC-1 » en Chine.

## Origine et développement

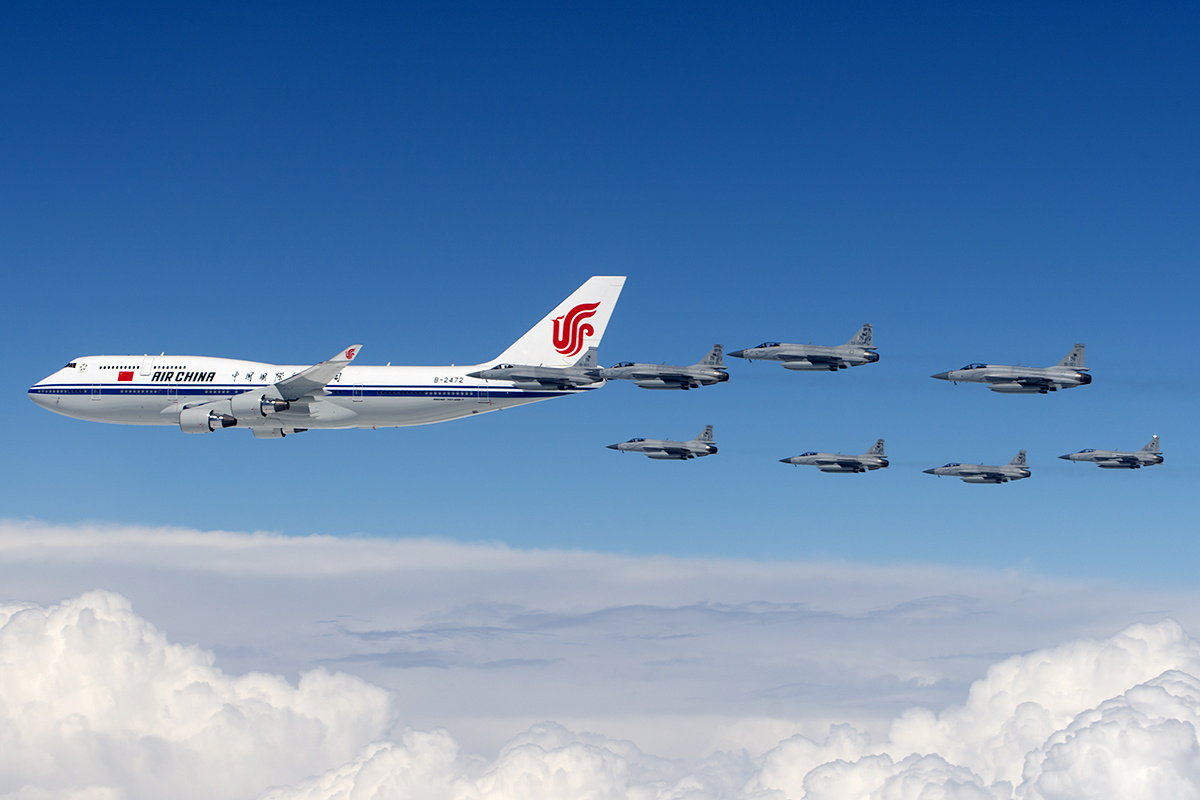
Huit JF-17 pakistanais escortent le Boeing 747-400 d'Air China transportant le président la république populaire de Chine le 20 avril 2015.

Le JF-17 a été développé en premier lieu pour répondre aux besoins de l'armée de l'air pakistanaise. Celle-ci avait besoin d'un appareil de combat économique, multirôle, de technologie intermédiaire pour remplacer sa flotte de Nanchang Q-5, Chengdu F-7P/PG et Dassault Mirage III/V. L'objectif secondaire était de pouvoir proposer à des pays en voie de développement une alternative aux appareils occidentaux sophistiqués mais plus onéreux,,.
Un premier projet, baptisé Sabre II, fut lancé à la fin des années 1980, associant la république populaire de Chine, le Pakistan et l'industriel américain Grumman Aerospace Corporation. Mais à la suite de l'embargo sur l'armement décidé à la suite de la répression des manifestations de la place Tian'anmen en 1989, Grumman s'est retiré du projet Sabre II, qui prévoyait de développer à moindre coût un appareil autour du F-7.

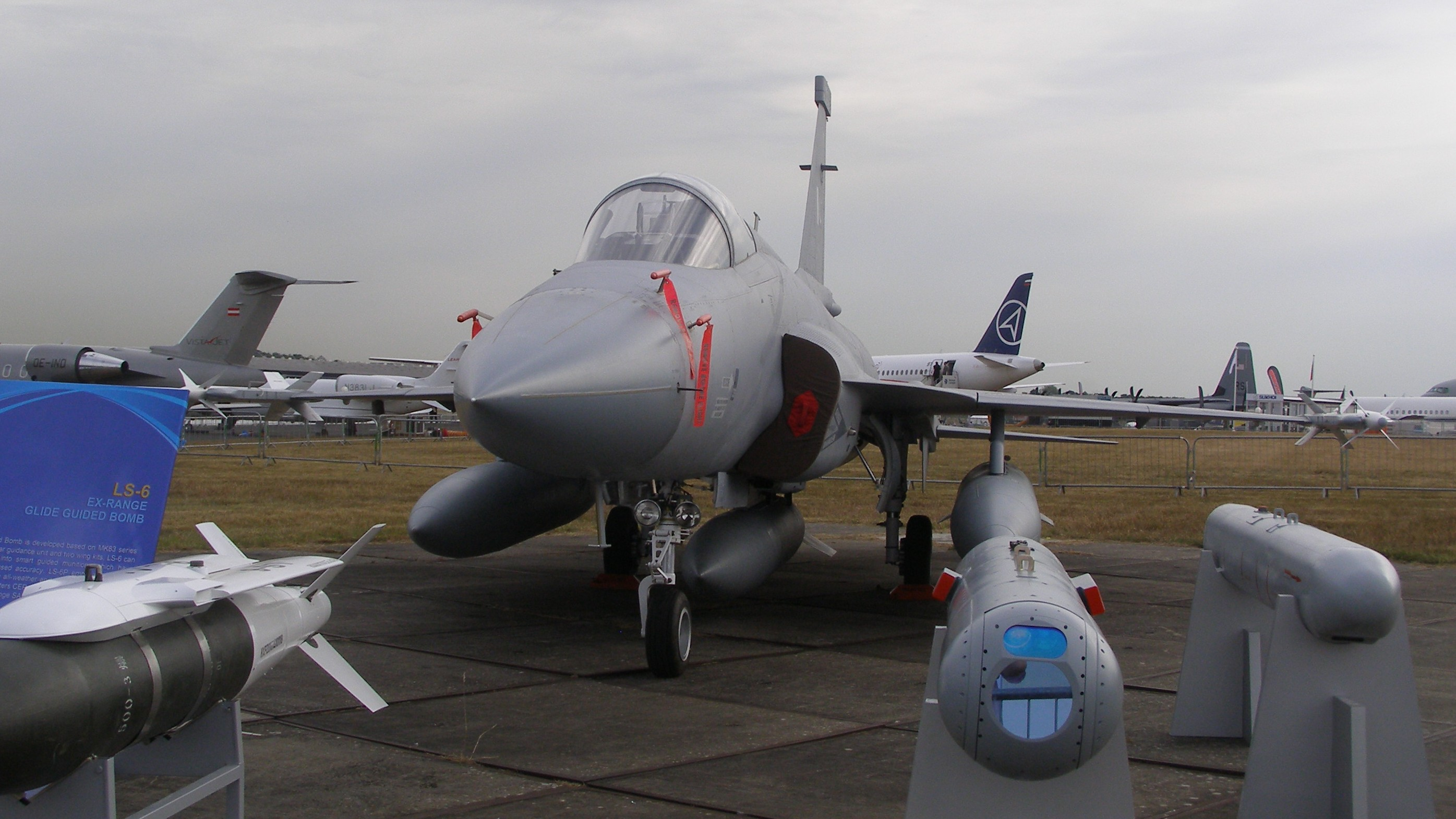
Un JF-17 en exposition au salon aéronautique de Farnborough de 2010 avec une bombe guidée, une nacelle de contremesures électroniques BM/KG300G et un réservoir, tous chinois.

Le Pakistan et la république populaire de Chine ont signé une lettre d'intention pour le développement d'un nouvel appareil, sans lien avec le Sabre II, baptisé « Super 17 », en 1998, un an avant la signature d'un accord formel. Le projet fut retardé à cause de problèmes d'acquisitions d'une avionique et d'un radar[réf. nécessaire]. Le premier vol du prototype (PT-01) a eu lieu en Chine le 3 septembre 2003[réf. nécessaire]. Il a été suivi de trois autres prototypes (PT-03, PT-04 et PT-06) qui ont pris l'air respectivement les 9 avril 2004, 28 avril 2006 et 10 septembre 2006. Deux autres cellules (PT-02 et PT-05) ont été affectées à des essais statiques. Durant le programme d'essais en vol l'appareil a dû subir un certain nombre de modifications, touchant en particulier le dessin du nez et l'empennage. Les deux derniers prototypes ont été utilisés pour les essais d'intégration de l'avionique et de l'armement. Les premières livraisons de prototypes à l'armée de l'Air pakistanaise ont lieu en 2007 pour évaluation. La même année, la première présentation officielle en vol de l'appareil a eu lieu à Islamabad.
Lors du salon du Bourget 2013, des représentants de la FAdeA (Fábrica Argentina de Aviones) ont eu des discussions avec des officiels chinois sur une possible coproduction du JF-17 qui serait alors nommé Pulqui-III mais début 2020, cela ne s'est pas concrétisé.
Le coût du programme serait d'environ 500 millions de dollars américains, répartis également entre les deux pays. Le JF-17 coûterait environ 15 millions de dollars par appareil mais on estime que la Birmanie a acheté les siens pour 35 millions de dollars.
L'armée de l'Air pakistanaise a confirmé la commande de 150 avions, avec une option pour un total de 250.
On annonce une production de 16 appareils en 2015 devant être portée à 20 en 2016.

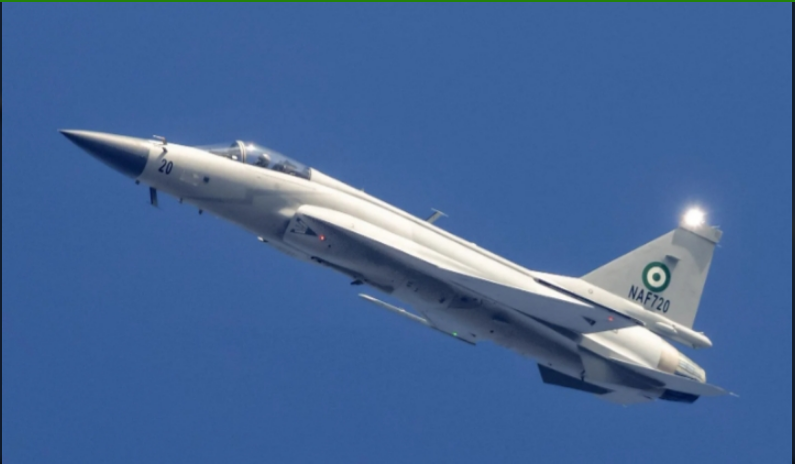
Un des trois JF-17 nigérians livrés en 2021.

Les JF-17 des Forces aériennes pakistanaises ont été portés au standard Block II, qui intègre une perche de ravitaillement en vol et une nouvelle suite avionique pour élargir la panoplie des armements air-surface embarqués. La livraison a lieu de décembre 2013 à juin 2019, date à laquelle la PAF avait équipé cinq escadrons JF-17 de première ligne.
Le nouveau standard Block III est actuellement en développement en Chine. Cette version devrait inclure un nouveau moteur chinois, le radar à antenne active KLJ-7A du Nanjing Research Institute of Electronics Technology ou LKF601E du Leihua Electronic Technology Research Institute, un système de veille infrarouge optronique, un viseur de casque et une nouvelle commande de vol électrique toute autorité.

## Variantes
Le JF-17 a plusieurs variantes:
- Block I: Version de base, avec notamment le moteur Klimov RD-93 ;
- Block II: Amélioration du Block I, avec l'intégration d'une perche de ravitaillement en vol ainsi que d'une nouvelle avionique pour élargir les capacités air-sol de l'avion ;
- Block III: Version en cours de développement. Elle devrait utiliser un nouveau moteur, le radar KLJ-7A ou LKF601E, un système de veille infrarouge optronique, un viseur tête haute, et de nouvelles commandes de vol électriques.

## Utilisateurs

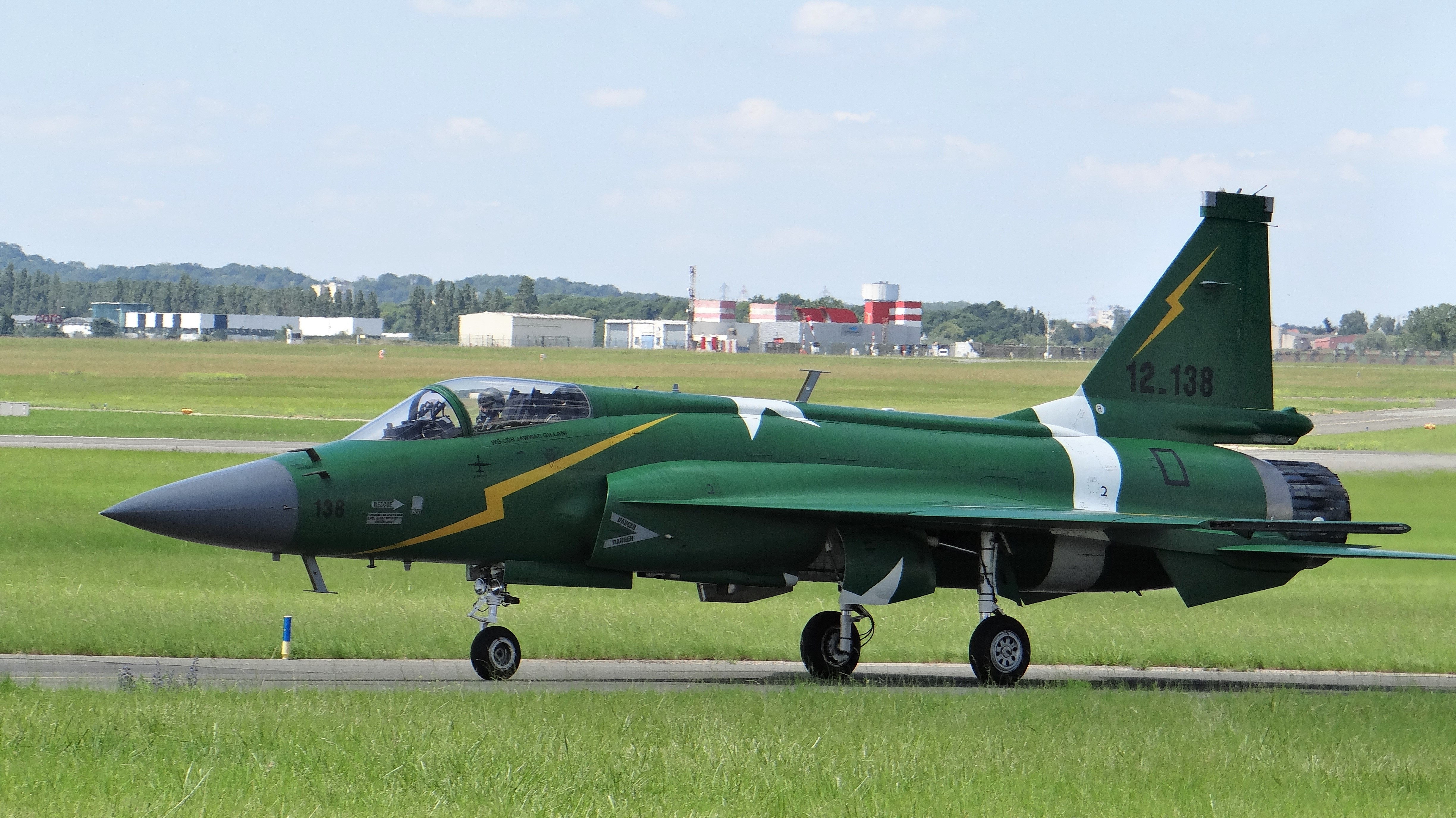
Un J17 de l'Armée de l'air pakistanaise au Salon de Paris-Le Bourget, juin 2019.

### Actuels
- Birmanie : Contrat passé en 2015. Il est estimé qu'il concerne 16 appareils à un coût unitaire de 35 millions de dollars américains[13]. Les six premiers sont livrés en 2018[14] ;
- Nigeria : Le budget de la Défense nigérian 2016 indique l'achat de trois appareils au Pakistan Aeronautical Complex, pour une valeur de 5 millions de naira (15,9 millions de dollars américains), sans doute un avoir. Ces appareils devaient être livrés en 2017[15] mais ils sont pris en compte finalement en mars 2021[16]
- Pakistan : L'armée de l'air pakistanaise a activé le 18 février 2010 une première unité sur la base de Peshawar : le No 26 Squadron Black Spiders (No 36 Tactical Attack Wing)[17],[18],[19],[20]. Plus de 150 appareils sont en ligne en 2024[21].
- Azerbaïdjan : commandés pour un montant de 1,6 milliard de dollars, comprenant munitions, soutien logistique, formation des pilotes et des techniciens. Ce pays commence à recevoir ces appareils (probablement plus d'une trentaine) en septembre 2024[22].

### Potentiels
Le Nigeria et sept autres pays ont exprimé leur intérêt pour cet avion lors du salon aéronautique de Singapour en 2010, selon des sources officielles. Le Sri Lanka est en pourparlers depuis 2012. La Bolivie s'est intéressée également à cet avion, sans concrétisation. L'aviation chinoise qui l'a évalué à partir de 2009 ne l'a pas mis en ligne. L'Irak a déclaré son intention d'en acquérir pour remplacer ses F-16 vieillissants.